# Дялу-Лунг
Дялу-Лунг (рум. Dealu Lung) — село у повіті Вранча в Румунії. Входить до складу комуни Гура-Каліцей.
Село розташоване на відстані 147 км на північний схід від Бухареста, 20 км на південний захід від Фокшан, 86 км на захід від Галаца, 105 км на схід від Брашова.

## Населення
За даними перепису населення 2002 року у селі проживали 209 осіб, усі — румуни. Усі жителі села рідною мовою назвали румунську.